# Wuxi Maoye City - Marriott Hotel
Wuxi Maoye City – Marriott Hotel ist ein Wolkenkratzer, der sich in der chinesischen Stadt Wuxi befindet.
Baubeginn am Gebäude war im Jahr 2008, wobei die endgültige Höhe von 304 Metern zu Beginn des Jahres 2013 erreicht wurde. Die Bauarbeiten wurden termingemäß im Sommer 2014 abgeschlossen. Auf den 68 Etagen des Gebäudes sind abgesehen von einigen technischen Einrichtungen zur Inbetriebnahme des Bauwerks ausschließlich Hoteleinheiten entstanden. Das Gebäude ist das höchste in China, das ausschließlich mit Hotels belegt ist sowie eines der höchsten Hotelgebäude der Welt.